# Vehicle to Home
Unter Vehicle to Home bzw. V2H (Vom Fahrzeug zum Haus) versteht man ein Konzept zur Abgabe von elektrischer Energie aus den Antriebsbatterien von Elektro- und Hybridautos zurück in ein Hausnetz oder in ein Netz zu anderen Gebäuden. Der Energiefluss wird durch ein bidirektionales E-Auto-Ladegerät (Wallbox oder Heim-Energie-Management-System, HEMS) gesteuert, um ein Auto als steuerbare Last und als Energiespeicher zu verwenden. Das Elektroauto muss bidirektionales Laden unterstützen. Nicht die gesamte Kapazität des Antriebsakkus steht als Stromspeicher zur Verfügung, um in jedem Fall eine Restreichweite zu ermöglichen. Vehicle to Home ermöglicht eine intelligente Sektorenkopplung.
Das Bundesministerium für Verkehr und digitale Infrastruktur ließ in der Studie i-rEzEPT intelligente rückspeisefähige Elektrofahrzeuge zur Eigenstrommaximierung und Primärregelleistungsmarkt-Teilnahme untersuchen.

## Details
V2H unterstützt Hausbesitzer dabei, über eine Eigenverbrauchsoptimierung ihre Selbstversorgung (Autarkie) zu maximieren. Vehicle to Grid (V2G) und Vehicle to Home (V2H) ermöglichen die Sektorenkopplung oder die Versorgung eines Hauses bei Stromausfall.
Tarifoptimiertes Laden/Entladen kann als zusätzliche Einnahmequelle für Besitzer von Elektroautos dienen.
Im Vergleich mit Vehicle to Grid (und anderen Vehicle-to-X-Möglichkeiten) erlaubt V2H die Erstellung proprietärer Lösungen, die nicht an öffentliche Standards gebunden sind. So bieten Fahrzeughersteller spezielle Wallboxen für ihre Modelle an, deren Inverter zur Rückspeisung verwendet werden kann, und es dem Hausbesitzer überlassen, an den Ausgang umzustecken. Eine Integration mit der PV-Anlage des Hauses ist das Ziel der meisten V2H-Installationen, sowohl zum Laden wie zur Rückspeisung, womit daran angeschlossene Verbraucher versorgt werden können. Die Fahrzeugbatterie wird hier zum Pufferspeicher der PV-Anlage. Technisch (und rechtlich) wird das Batteriemanagement des Fahrzeugs teilweise auf die Steuerung der PV-Anlage verlegt.
Fahrzeugbatterien besitzen eine unter anderem von den Zyklen abhängige Lebensdauer, somit führt V2X dazu, dass die Fahrzeugbatterie schneller altert und an Kapazität verliert. Bei einigen Elektroauto-Herstellern verfällt die Garantie auf die Antriebsbatterie im Falle der praktischen Nutzung von V2H.

## Historie
V2H ist Stand 2022 nur mit Einschränkungen möglich:
- Anschluss V2L-fähiger Fahrzeuge an eine Inselanlage ohne netzsynchronen Betrieb
- Wenige Wallboxen können E-Autos mit dem japanischen CHAdeMO-Standard an die Hausstromversorgung anbinden.

Erste Wallboxen für den CCS-Standard sind geplant.
2023 wurde das Open Charge Point Protocol (OCPP) Version 2.0.1 verabschiedet, dass eine Umsetzung der ISO 15118 für Vehicle-to-Grid beinhaltet. Neuere Lösungen von V2H und V2G setzen darauf auf.